# お名前はアドルフ?
『お名前はアドルフ?』（おなまえはアドルフ、Der Vorname）は2018年のドイツのコメディ映画。
監督はゼーンケ・ヴォルトマン、出演はクリストフ・マリア・ヘルプスト、フロリアン・ダーヴィト・フィッツ、カロリーネ・ピータース、ユストゥス・フォン・ドナーニー、ヤニーナ・ウーゼなど。
ディナーに集まった5人の男女が、子どもの名づけを巡って繰り広げる舌戦を描いた会話劇。
原作はアレクサンドル・ド・ラ・パトリエールとマチュー・デラポルトによる2010年初演のフランスの舞台劇『Le Prénom』で、同原作は2012年にフランスで『Le Prénom』として映画化されている。また2015年にはイタリアで『Il nome del figlio』として映画化されている。
本国ドイツでは観客動員150万人の大ヒットを記録している。

## ストーリー
シュテファンとエリザベトの夫婦が開いた夕食会に、エリザベトの弟トーマスと、エリザベトとは「姉妹」のような関係の男性の親友レネがやって来る。その席でトーマスは妊娠中の恋人アンナのお腹の子が男の子であると発表するとともに、息子の名前を「アドルフ」にすると宣言する。現在のドイツで「アドルフ」の名前は法律で禁じられてはいないものの、アドルフ・ヒトラーと同じ名前を付けるなどあり得ないとシュテファンは猛反対する。これに対し、トーマスはアディダスの創業者アドルフ・ダスラーの名前を出すなどして、名前に罪はない、むしろ息子が「アドルフ」のイメージを払拭するほどの立派な人物になればいいと飄々と応える。実はアドルフの名前を付けるというのはトーマスの冗談で、レネはそれに気付いていたが、シュテファンは完全に真に受け、怒りを募らせる。険悪な雰囲気の中、アンナが遅れてやって来る。アンナが子供の名前を決めたと聞かされたシュテファンは更に激昂し、アンナを口汚く罵ってしまう。状況がわからないアンナはシュテファンに激しく反発し、シュテファンとエリザベトの子供2人の名前「カーユスとアンティゴネ」を馬鹿にして場を凍らせる。この事態にようやくトーマスは「アドルフ」は冗談で本当は亡き父の名前「パウル」を付けるつもりだと明かすが、トーマスとアンナがかねてよりシュテファンの高慢で鼻持ちならない性格を不快に感じていたことが明るみに出てしまったのである。これに対してシュテファンは、トーマスが子供の頃から自己中心的だったと責めるとともに、トーマスがレネを影で馬鹿にしていることも暴露してしまう。ところがその話の流れから、トーマスやシュテファンらがゲイだと思い込んでいたレネに異性の恋人がおり、しかもその相手がエリザベトとトーマスの母親で、レネの育ての親でもあるドロテアであることが明らかになる。トーマスは母親がレネと交際していること自体にショックを受ける一方、エリザベトは何でも話す仲の親友だと思っていたレネが何年も自分に隠しごとをしていたことにショックを受ける。そこにドロテアから電話がかかってきたことをきっかけに、それまで比較的冷静だったエリザベトはこれまでの不満を一気に爆発させ、家事も子育てもしない夫シュテファンを激しく責め立てるとともに、彼の博士論文はエリザベトが諦めた論文を再利用したものであり、校正も産休中の自分がしたことを暴露してしまう。さらには弟トーマスが幼い頃から甘やかされて育ったことなど、これまで我慢して黙っていたことをぶちまける。エリザベトの暴発で他の4人は冷静になり、アンナはレネを車で家まで送り、シュテファンはトーマスを家に泊める。互いに思いを激しくぶつけ合った5人だったが、この夜の出来事でその関係は特に変わることはなかった。
3ヶ月後、女優であるアンナは舞台での演技中に破水し、病院に担ぎ込まれて出産する。シュテファンとエリザベト、レネとドロテアの4人が見舞いに訪れると、トーマスは生まれた赤ん坊が実は女の子だったことを報告する。ドロテアが「名前は?」と訊ね、それにトーマスがウインクで応えたところで物語は終わる。

## キャスト
役の説明は主に公式ウェブサイトより。
シュテファン・ベルガー
演 - クリストフ・マリア・ヘルプスト
ボン大学の世界的に高名な教授。専門はドイツ現代文学。インテリであることを鼻にかけている。
エリザベト・ベルガー＝ベッチャー
演 - カロリーネ・ピータース
シュテファンの妻。国語教師。主婦として家事のほとんど全てを1人でこなす。夫とは小学校時代からの幼なじみ。
トーマス・ベッチャー
演 - フロリアン・ダーヴィト・フィッツ
エリザベトの弟。高卒だが不動産業で成功。学歴がないことでシュテファンから見下される一方で、稼ぎが良いことで妬まれている。
レネ・ケーニヒ
演 - ユストゥス・フォン・ドナーニー
ボン楽団のクラリネット奏者。7歳で両親を亡くしてエリザベトの両親に引き取られ、彼女とは実の兄妹のように育てられた。聞き上手で温和な性格であり、エリザベトの親友として何でも相談に乗っていた。独身で、お菓子作りや料理が得意。
アンナ
演 - ヤニーナ・ウーゼ
トーマスの妊娠中の恋人。女優の卵。トーマスが産休を取ろうとしないことに不満を感じている。
ドロテア・ベッチャー
演 - イリス・ベルベン
エリザベトとトーマスの母親。レネの育ての母。夫パウルの死後、山に移住して様々な活動に積極的に取り組んでいる。
ピザの配達人
演 - セルカン・カヤ
ピザを誤ってシュテファンの家に届けてしまった青年。